# Claude Abbes
Claude Abbes (Faugères, 24 maggio 1927 – Parigi, 11 aprile 2008) è stato un calciatore e allenatore di calcio francese.

## Carriera

### Club
Abbes comincia a giocare da adolescente durante la seconda guerra mondiale nei pressi della sua città natale.
Nel 1950 si trasferisce al Bèziers, dove comincia ad attirare l'attenzione in ambito nazionale.
L'anno successivo passa al Saint-Étienne: sotto la guida di Jean Snella Abbes diventa titolare e la squadra termina regolarmente nelle parti alte della classifica. Nel 1957 arriva inaspettatamente la vittoria del campionato francese: in quella stagione Abbes non salta neanche una partita.
Nel 1960 passa per una partita al Lione con cui però disputa una sola partita in Coppa delle Fiere prima di tornare al Saint-Étienne.
Tornato al Saint-Étienne arriva alla finale di Coppa di Francia, persa però contro il Monaco. Tuttavia due anni dopo conquista ancora la finale di Coppa di Francia che vince mantenendo la rete inviolata.
Al termine di questa stagione si trasferisce al Montelimar in terza serie dove occupa i ruoli di allenatore e giocatore fino a 40 anni.

### Nazionale
Claude Abbes partecipa con la Nazionale di calcio della Francia alla Coppa del mondo del 1954, senza tuttavia scendere in campo. Disputa poi anche i mondiali del 1958 nei quali a partire dal terzo turno preliminare diventa titolare a causa delle debolezze mostrate dal numero uno François Remetter e dal fatto che il secondo portiere Dominique Colonna sia caduto in disgrazia presso i vertici federali. In questi mondiali la Francia conquista il suo miglior risultato fino a quel momento, ovvero il terzo posto.
In totale Abbes disputa 9 partite con la nazionale francese tra il 1957 e il 1958.

## Dopo il ritiro
Durante il suo periodo professionale Claude Abbes si era laureato in ingegneria elettrica, e così dal 1962 comincia a lavorare presso la centrale nucleare di Tricastin, vicino a Pierrelatte sul Rodano. Nella seconda metà degli anni ' 70 è coinvolto nella costruzione di un centro di ricerca a Saint-Étienne.
Claude Abbes muore l'11 aprile 2008.

## Palmarès
- Campionato francese: 1

Saint-Étienne: 1956-1957
- Supercoppa francese: 2

Saint-Étienne: 1957, 1962
- Coppa di Francia: 1

Saint-Étienne: 1961-1962